# Favonigobius
Favonigobius hay còn gọi là cá bống cát là một chi của Họ Cá bống trắng, nhiều loài trong chi này có đặc tính sống vùi trong cát dưới đáy.

## Các loài
Chi này hiện hành có các loài sau đây được ghi nhận:
- Favonigobius aliciae (Herre, 1936)
- Favonigobius exquisitus Whitley, 1950 (Exquisite Sand Goby)
- Favonigobius gymnauchen (Bleeker, 1860) (Sharp-nosed Sand Goby)
- Favonigobius lateralis (W. J. Macleay, 1881)
- Favonigobius lentiginosus (J. Richardson, 1844)
- Favonigobius melanobranchus (Fowler, 1934) (Blackthroat Goby)
- Favonigobius opalescens (Herre, 1936)
- Favonigobius punctatus (H. S. Gill & P. J. Miller, 1990)
- Favonigobius reichei (Bleeker, 1854)